# Ultime lettere di condannati a morte e di deportati della Resistenza Italiana
Ultime lettere di condannati a morte e di deportati della Resistenza italiana è una base dati consultabile on line curata dall'Istituto Nazionale per la Storia del Movimento di Liberazione in Italia (INSMLI) contenente le lettere di condannati e deportati della Resistenza, scritte tra il 1941 e il 1945.

## Fondo
Il progetto prende avvio il 25 aprile 2006, in occasione del 61º anniversario della Liberazione e si basa sulla donazione dei fondi archivistici di Piero Malvezzi, curatore assieme a Giovanni Pirelli del libro Lettere di condannati a morte della Resistenza italiana (8 settembre 1943 - 25 aprile 1945), tra il 1985 e il 1986, e di Mimmo Franzinelli, nel 2005. Quest'ultimo corpus documentario raccoglie i risultati delle ricerche condotte da Enrica Cavina, Paolo Ferrari, Manuela Lanari, Bruno Maida e Chiara Saonara, e realizzate nell'ambito del progetto proposto e coordinato dallo stesso Mimmo Franzinelli.
Negli anni successivi alla pubblicazione on line, la ricerca di documenti è proseguita ad opera della redazione della banca dati (costituita da Igor Pizzirusso e, fino al 2010, da Leonardo Rossi), che è tuttora impegnata nel reperimento delle lettere, siano esse autografe o trascrizioni, edite o inedite.
L'archivio pubblica non solo le lettere pubblicate nelle diverse edizioni del libro Lettere dei condannati a morte della Resistenza italiana ma anche le lettere, presenti nel fondo, che non avevano trovato spazio in quelle edizioni o che si trovano in altri fondi pervenuti all'INSMLI.
La banca dati è on line dal 26 aprile 2007.
Il database è costantemente aggiornato e, al marzo 2013, contiene 699 lettere scritte tra il 1941 e il 1945 da 525 condannati e deportati. Inoltre, sono stati pubblicati 50 testamenti spirituali scritti da 44 persone. Di queste persone sono state finora pubblicate 340 foto anagrafiche e 294 lettere autografe.